# Google Classroom
Google Classroom est une plateforme d'apprentissage gratuite dédiée aux écoles. Son but est de simplifier la création et la diffusion de cours et d'exercices de façon numérique. La plateforme a été présentée comme une fonctionnalité supplémentaire de Google Apps à la suite d'une publication, le 12 août, 2014. Google Classroom s'axe sur la simplicité d'usage. Elle est accessible à partir de tous les appareils mobiles. Le 29 juin 2015, Google a annoncé une API pour les sites web.
C'est un service gratuit destiné aux établissements scolaires, aux associations et à tout utilisateur disposant d'un compte Google personnel. Elle vise à permettre aux enseignants et aux élèves de communiquer facilement, au sein de l'école comme à l'extérieur. Elle a pour vocation de favoriser les économies de temps et de papier, faciliter la création des cours, la distribution des devoirs et la communication, et simplifie l'organisation du travail scolaire.

## Fonctionnement
Google Classroom en lien avec d'autres produits se donne pour but de permettre aux établissements scolaires de passer à un système sans papier,. La création et la publication est effectuée par le biais de Google Drive, tandis que Gmail peut être utilisé pour la communication. Les élèves peuvent être invités à des salles de classe à travers une base de données, grâce à un code confidentiel. Google Classroom partage avec les élèves et les enseignants un Agenda. Chaque classe créée avec Google Classroom comporte un dossier distinct où l'étudiant peut soumettre son travail dans le but d'être noté par l'enseignant. La communication via Gmail permet aux enseignants de faire des annonces et de poser des questions à leurs élèves dans chacune de leurs classes. Google Classroom propose également des interfaces différentes pour les étudiants, les professeurs et les enseignants,. Les enseignants peuvent ajouter des étudiants directement à partir de Google Apps  ou peuvent fournir un code qui peut être saisi pour accéder à la classe par les élèves.

### Devoir
Les devoirs sont stockés et notés sur les applications de Google, elles permettent ensuite la collaboration entre l'enseignant et l'élève ou d'un étudiant à un autre. Au lieu de partager les documents en ligne, les fichiers sont hébergés sur la base de données de l'élève grâce à Google Drive, puis soumis à la notation grâce au travail du professeur. L'enseignant peut choisir un fichier modèle de sorte que tous les élèves puissent modifier leur propre copie. Les étudiants peuvent également choisir de joindre des documents supplémentaires, à partir de leur Google Drive.

### Notation
Google Classroom prend en charge de nombreuses notations différentes. Les enseignants ont la possibilité d'attacher des fichiers que les élèves peuvent afficher, modifier, ou d'obtenir une copie individuelle. Les enseignants ont la possibilité de suivre les progrès de chaque élève, peuvent faire des commentaires et modifier leurs documents à tout instant. Les devoirs peuvent être corrigés par les enseignants puis renvoyés à l'élève avec un commentaire afin qu'il révise encore une fois dans le but de repasser l'examen.
Des applications et des add-ons tels que Flubaroo peuvent également améliorer Google Classroom. Par la création d'un Formulaire Google, vous pouvez grâce à Flubaroo donner automatiquement les notes et les envoyer aux étudiants par courrier électronique.

### Communication
Des annonces peuvent être affichées par les enseignants sur le flux de la classe, ces annonces peuvent être commentées par les élèves permettant la communication entre l'enseignant et les élèves. Les élèves peuvent aussi poster sur ce même flux, mais ils ne seront pas aussi prioritaires qu'une annonce faite par un enseignant. Plusieurs types de médias tels que des vidéos et des fichiers Google Drive peuvent être attachés à des annonces et des messages pour partager du contenu. Gmail offre également des options de messagerie pour les enseignants afin d'envoyer des e-mails à un ou plusieurs étudiants.

### Organisation
Classroom permet aux enseignants de faire des annonces et de lancer des discussions instantanément. Les élèves ont la possibilité de partager des ressources avec leurs camarades et de répondre aux questions du flux. Les enseignants peuvent ajouter des étudiants facilement en donnant aux élèves un code pour rejoindre la classe. Ils peuvent gérer plusieurs classes et ainsi réutiliser des annonces, des devoirs ou des questions à partir d'une autre classe. Les enseignants peuvent revoir le travail des étudiants, les devoirs, les questions, les notes, les commentaires. Ils peuvent également ajouter des élèves directement ou partager un code avec ces derniers pour leur permettre de participer à un cours. La configuration ne prend que quelques minutes.
À l'instar des autres services G Suite pour l'éducation, Classroom n'affiche aucune publicité et n'exploite ni les contenus ni les données des élèves à des fins publicitaires.
Une page dédiée permet aux élèves d'afficher tous leurs devoirs. L'ensemble des supports de cours (les documents, les photos et les vidéos, par exemple) est automatiquement enregistré au sein de Google Drive et organisé en dossiers. D'une grande simplicité, le flux électronique de gestion des devoirs permet aux enseignants de donner, corriger et noter les devoirs rapidement, le tout de manière centralisée.

### Archive de cours
Google Classroom permet à l'enseignant de conserver des archives des cours à la fin d'un trimestre ou d'une année. Lorsqu'un cours est archivé, il est supprimé à partir de la page d'accueil et placé dans l'archive de chaque classe pour aider à conserver chaque classe organisée. Lorsqu'un cours est archivé, les enseignants et les étudiants peuvent consulter, mais ne sera pas en mesure d'apporter des modifications jusqu'à ce qu'il soit restauré.

### Façons de l'utiliser
- Apprentissage dit de "classe inversée"[11]
- Partager des écrits avec les élèves
- Créer des groupes de travaux scolaires

### Application Mobile
Google Classroom possède deux applications, une iOS et une Android. Avec l'application, les enseignants peuvent créer des salles de classe, des annonces, communiquer avec les étudiants et afficher leurs notes. Avec l'application mobile, les étudiants et les enseignants peuvent:
- Prendre une photo: les élèves peuvent prendre une photo et la joindre à leur affectation.
- Partager des fichiers à partir d'autres applications: les élèves peuvent aussi joindre des images, des fichiers PDF et des pages web à partir d'autres applications sur leurs devoirs.
- Mise en cache hors ligne: même si l'accès à Internet n'est pas disponible, les étudiants et les enseignants peuvent obtenir des informations au sujet de leurs devoirs depuis l'application mobile. Le flux et les informations sont automatiquement mises en cache à chaque fois que l'application est ouverte avec une connexion Internet, de sorte qu'ils sont disponibles pour la visualisation, même sans connexion[12],[13].

## Controverse
Google a été critiqué pour avoir abusé de l'exploration de données des étudiants et de l'historique de navigation, de recherche et d'autres informations pour des services de publicité. La Federal Trade Commission s'est plainte que les utilisateurs n'ont pas la possibilité de refuser la collecte de données. Les enseignants ont également eu des problèmes avec des classes disparues, des notes et devoirs supprimés et des étudiants étant obligés de soumettre de nouveau leurs travaux.